# Малые Липняги
Малые Липняги (укр. Малі Липняги) — село,
Липняговский сельский совет,
Семёновский район,
Полтавская область,
Украина.
Код КОАТУУ — 5324583903. Население по переписи 2001 года составляло 376 человек.

## Географическое положение
Село Малые Липняги находится на правом берегу реки Рудка,
выше по течению на расстоянии в 2 км расположено село Великие Липняги, ниже по течению на расстоянии в 2 км расположен посёлок городского типа Семёновка. Река в этом месте пересыхает, на ней сделано несколько запруд.

## История
на карте 1812 года как Липяги

## Известные жители и уроженцы
- Гайдар, Мария Лукинична (род. 1920) — Герой Социалистического Труда.